# Aleksander Stafiński
Aleksander Józef Stafiński (ur. 3 lipca 1899 w Łańcucie, zm. 7 grudnia 1968 w Szczecinku) – polski działacz społeczny, nauczyciel, archeolog amator, regionalista.

## Życiorys
Uczył się w szkole ludowej św. Antoniego we Lwowie. Szkołę średnią i maturę zdał w Rzeszowie. Ukończył austriacką szkołę oficerów rezerwy. Pod koniec I wojny światowej (w latach 1915–1917) służył w armii austriackiej i walczył na froncie włoskim. Od 21 czerwca 1919 służył w 4 pułku strzelców konnych ziemi łęczyckiej. Z wojska odszedł w styczniu 1921. Po wojnie osiadł we Lwowie, gdzie podjął studia na wydziale lekarsko-weterynaryjnym Uniwersytetu Lwowskiego. Naukę przerwał po dwóch latach w 1924 po śmierci ojca i podjął pracę zarobkową jako wiejski nauczyciel w województwie białostockim. Był nauczycielem szkoły powszechnej w Surażu (1929–1937). Napisał monografię Z przeszłości Suraża. Przez dwa lata był nauczycielem w Turośni Dolnej. Krótko przed wybuchem II wojny światowej został kierownikiem szkoły w Czerwinie k. Ostrołęki. Pod wpływem profesorów Romana Jakimowicza i Konrada Jażdżewskiego rozwijał swoje zainteresowania archeologiczne i regularnie brał udział w terenowych badaniach w okresach wakacyjnych. 
Brał udział w wojnie obronnej 1939. W 1941 został razem z żoną wywieziony na roboty przymusowe do Austrii, potem do Czechosłowacji. Zaraz po wojnie znalazł się w Bydgoszczy. Wkrótce mianowany pełnomocnikiem ds. kultury na województwo szczecińskie i zielonogórskie, aktywnie włączył się w akcję ratowania zabytków, m.in. eksponatów muzealnych z placówek Szczecina, Świnoujścia, Drawska, Szczecinka. Współpracował z ówczesnym dyrektorem Muzeum Archeologicznego w Poznaniu Józefem Kostrzewskim.
Pod koniec 1945 osiadł na stałe w Szczecinku, gdzie podjął pracę przy organizacji placówek służby zdrowia jako kierownik Wydziału Zdrowia Powiatowej Rady Narodowej. Organizował m.in. oddziały Polskiego Czerwonego Krzyża w Szczecinku i Koszalinie. Następnie został kierownikiem Wydziału Kultury Powiatowej Rady Narodowej w Szczecinku, przeszedł na emeryturę w 1958. Działał na rzecz utworzenia Muzeum Ziemi Szczecineckiej, był członkiem Społecznego Komitetu Organizacyjnego, a po otwarciu placówki (28 lutego 1958) przez kilka lat pełnił funkcję kierownika. Kontynuował także swoje amatorskie badania archeologiczne, osiągając cenne wyniki naukowe (m.in. umiejscowił wszystkie grodziska wczesnośredniowieczne regionu). Zasilił Muzeum Ziemi Szczecineckiej eksponatami z własnych zbiorów, wygłaszał prelekcje, organizował i był wiceprezesem oddziału Polskiego Towarzystwa Archeologicznego w Szczecinku. Działał także w Polskim Towarzystwie Turystyczno-Krajoznawczym.
Opracował pierwszy powojenny przewodnik regionalny Szczecinek i okolice (1958). Publikował na łamach „Zapisków Koszalińskich”, „Z otchłani wieków”, „Materiałów Zachodnio-Pomorskich”, „Literatury Ludowej”, „Biblioteki Słupskiej”. W 1966 otrzymał nagrodę Prezydium Wojewódzkiej Rady Narodowej w Koszalinie za upowszechnianie kultury.
Zmarł w Szczecinku. Pochowany na miejscowym Cmentarzu (Aleja Zasłużonych-2-56).

## Ordery i odznaczenia
- Krzyż Kawalerski Orderu Odrodzenia Polski (1966)
- Srebrny Krzyż Zasługi (10 listopada 1933)[2]
- Krzyż Wojskowy Karola (Austro-Węgry)
- Brązowy Medal Waleczności (Austro-Węgry)